# Teatro Giuseppe Verdi (Triest)

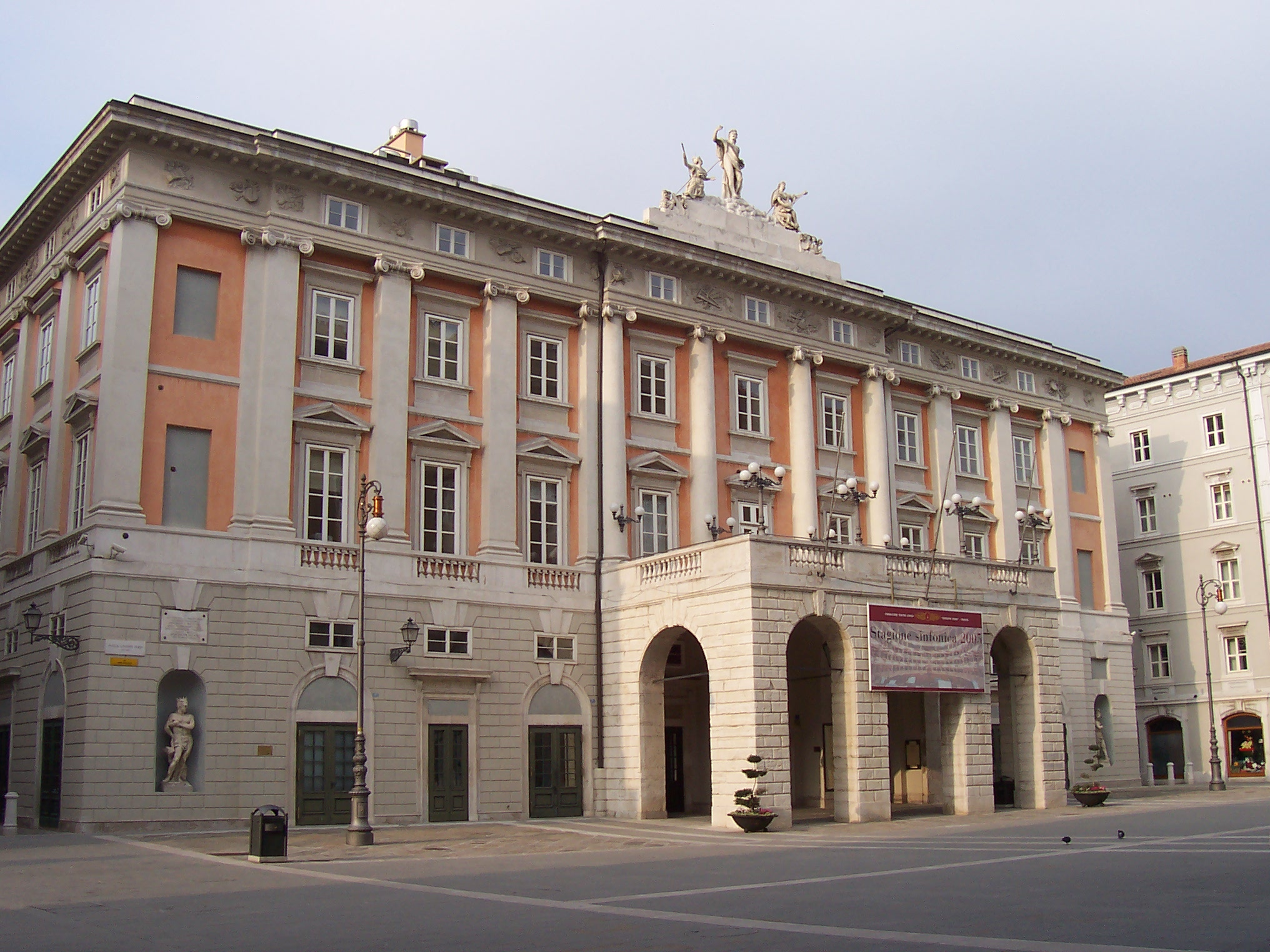
Teatro Verdi an der gleichnamigen Piazza Verdi

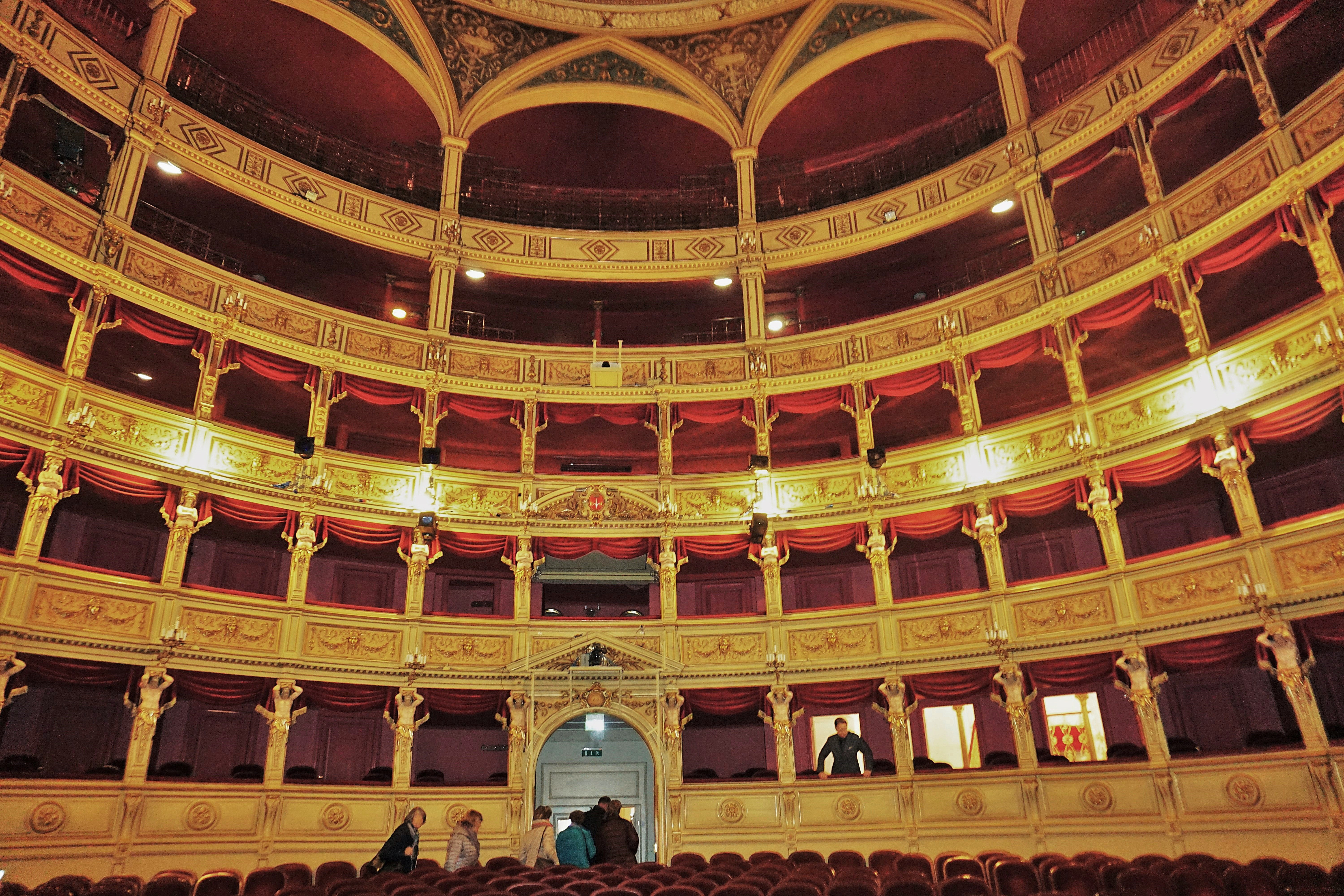
Innenansicht

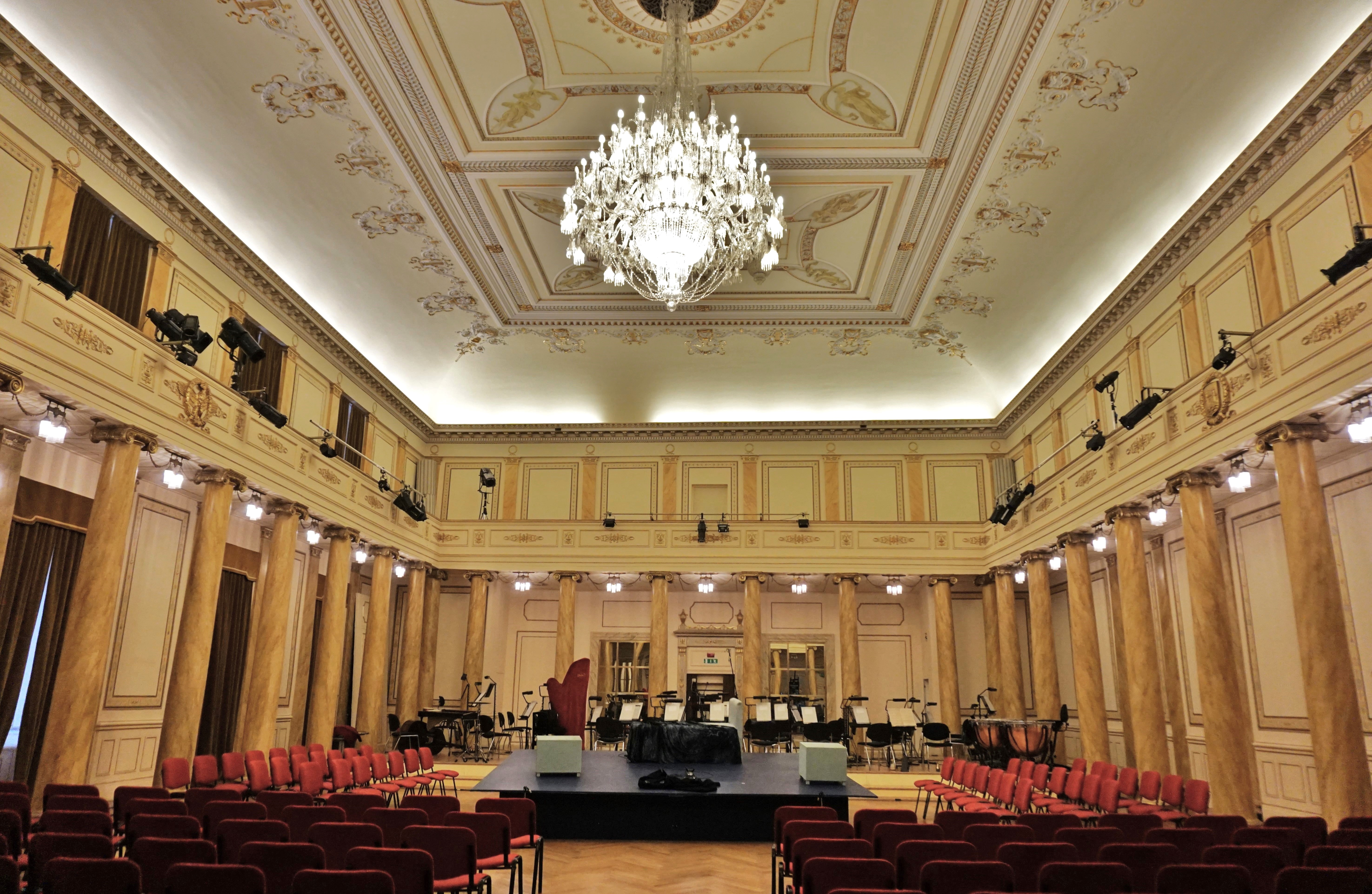
Der Ballsaal

Das Teatro Lirico Giuseppe Verdi ist das größte Opernhaus der norditalienischen Stadt Triest und das einzige Haus Italiens, das jährlich ein Operettenfestival beherbergt.

## Name
Ursprünglich als Teatro Nuovo bezeichnet, wurde der Name des Hauses 1820 in Teatro Grande und 1861 in Teatro Comunale geändert. 1901 wurde das Opernhaus einige Tage nach dem Tod von Giuseppe Verdi in Teatro Giuseppe Verdi umbenannt.

## Geschichte
Das Opernhaus wurde zwischen 1798 und 1801 von den Architekten Gian Antonio Selva, der bereits das venezianische Teatro La Fenice konzipiert hatte, und Matteo Pertsch erbaut. Pertsch wurde bei dem Entwurf der klassizistischen Fassade des Gebäudes stark durch seinen Lehrmeister Giuseppe Piermarini beeinflusst, der der Baumeister der Mailänder Scala gewesen war.
Zur Eröffnung des Hauses am 21. April 1801 wurde die Oper Ginevra di Scozia des bayerischen Komponisten Johann Simon Mayr aufgeführt. Das Theater löste ab diesem Zeitpunkt das bisherige Stadttheater Teatro S. Pietro im Gebäude des damaligen Rathauses ab. Als weitere Uraufführung folgte im Eröffnungsreigen die Oper Annibale in Capua des Wiener Hofkapellmeisters Antonio Salieri, u. a. mit den in ganz Europa gefeierten Sängern Luigi Marchesi und Giacomo David in den Hauptrollen. 1848 fand in dem Opernhaus die Uraufführung von Verdis Oper Il corsaro statt, zwei Jahre später die Uraufführung seines Werkes Stiffelio.
Im Rahmen von aufwendigen Umbauarbeiten im Jahre 1889 erfolgte die Umstellung von Öllampen auf elektrische Beleuchtung. Ferner wurde das Auditorium von ursprünglich 1.400 Sitzplätzen auf 2.000 Sitze erweitert. Allerdings wurde der Zuschauerraum bei der Renovierung des Hauses zwischen 1992 und 1997 wieder auf die ursprüngliche Platzanzahl reduziert.
Der ehemalige Ballsaal dient heute kleineren Theateraufführungen.
Das Opernhaus verfügt heute über ein Sinfonieorchester, einen Chor sowie eine Ballett- und Kammerspielgruppe. Neben der Oper- und Ballettsaison beherbergt das Haus jedes Jahr von Mitte Juni bis Mitte August das Festival Internazionale dell'Operetta, das einzige Operettenfestival Italiens.